# Zazie v metru
Zazi v metru (v originále Zazie dans le métro) je nejznámějším a nejúspěšnějším románem francouzského spisovatele Raymonda Queneaua. V originále kniha vyšla roku 1959 jako třináctý z autorových patnácti románů. V českém překladu Zdeňka Přibyla vyšla poprvé roku 1969 v nakladatelství Mladá fronta, podruhé v roce 1996 v Trigonu.

## Děj
Pubertální dívka Zazi přijíždí z rodného Saint-Montronu na víkend do Paříže. Její matka, která zde má schůzku s milencem, ji svěří do péče strýce Gabriela. Jediné, po čem Zazi touží, je spatřit metro. Přestože díky Gabrielovi a jeho podivným přátelům uvidí velkou část města, zaměstnanci metra stávkují a Zazi metro nespatří, ačkoliv se do něj dostane (to ovšem spí). Na konci románu tak na matčinu otázku, co dělala, odpoví „Stárnulasem.“

## O knize
Román je pozoruhodný nejen pro autora typickou zábavností a bizarními postavami, ale i novátorským stylem. Dialogy jsou totiž napsány nespisovným jazykem, kdy využívají i fonetického přepisu slov. Hned první slovo románu, Doukipudonktan, je přepisem spisovného D'où qu'il pue donc (česky Gdototutaxmrdí, anglicky v překladu Barbary Wrightové Howcanyastinksotho).
Hned následujícího roku román převedl do velice dobře přijatého filmu Louis Malle. Zazi (ve filmu o dost mladší než v knize) ztvárnila Catherine Demongeotová, Gabriela Philippe Noiret. Román byl i adaptován pro divadlo a vyšel i jako komiks.